# World Poker Tour (stagione 10)
Di seguito sono elencati i risultati della decima stagione del World Poker Tour (2011-2012).

## Risultati

### WPT Spanish Championship
- Casino: Casino Barcelona, Barcellona, Spagna
- Buy-in: €3,200 + €300
- Data: 25 – 29 maggio 2011
- Iscritti: 216
- Montepremi totale: €691,200
- Giocatori premiati: 27

| Piazzamento | Nome              | Premio   |
| ----------- | ----------------- | -------- |
| 1°          | Lukas Berglund    | €260,000 |
| 2°          | Romain Matteoli   | €118,000 |
| 3°          | Frederic Bussot   | €64,000  |
| 4°          | Jorge Duffour     | €47,000  |
| 5°          | Guillem Usero     | €40,000  |
| 6°          | Alexander Sidorin | €33,500  |
| 7°          | Artur Koren       | €27,000  |
| 8°          | Markus Ristola    | €20,200  |

### WPT Slovenia
- Casino: Grand Casino Portorož, Portorose, Slovenia
- Buy-in: €3,000 + €300
- Data: 17 - 21 luglio 2011
- Iscritti: 141
- Montepremi totale: €410,244
- Giocatori premiati: 14

| Piazzamento | Nome                | Premio   |
| ----------- | ------------------- | -------- |
| 1°          | Miha Travnik        | €102,623 |
| 2°          | Vincenzo Natale     | €70,700  |
| 3°          | Johannes Korsar     | €48,500  |
| 4°          | Ferdi Ciorabai      | €36,300  |
| 5°          | Gaetano Fortugno    | €28,200  |
| 6°          | Marcello Marigliano | €23,400  |
| 7°          | Hugh Cohen          | €19,210  |
| 8°          | Patrik Hirvonen     | €16,410  |

### Legends of Poker
- Casino: Bicycle Casino, Bell Gardens, California
- Buy-in: $3,500 + $200
- Data: 25 - 30 agosto 2011
- Iscritti: 757
- Montepremi totale: $2,570,015
- Giocatori premiati: 81

| Piazzamento | Nome           | Premio   |
| ----------- | -------------- | -------- |
| 1°          | Will Failla    | $758,085 |
| 2°          | Ken Aldridge   | $365,800 |
| 3°          | Jeff Vertes    | $186,400 |
| 4°          | Joshua Pollock | $128,500 |
| 5°          | Adam Aronson   | $102,800 |
| 6°          | Owais Ahmed    | $77,100  |

### WPT Grand Prix de Paris
- Casino: Aviation Club de France, Parigi, Francia
- Buy-in: €7,500
- Data: 5 - 10 settembre 2011
- Iscritti: 312
- Montepremi totale: €2,252,650
- Giocatori premiati: 36

| Piazzamento | Nome            | Premio   |
| ----------- | --------------- | -------- |
| 1°          | Matthew Waxman  | €518,750 |
| 2°          | Hugo Lemaire    | €311,100 |
| 3°          | Frederic Magen  | €211,100 |
| 4°          | Byron Kaverman  | €155,550 |
| 5°          | Mikko Sundell   | €133,330 |
| 6°          | Martin Jacobson | €88,900  |
| 7°          | Dori Yacoub     | €77,770  |
| 8°          | Dimitry Stelmak | €66,665  |

### Borgata Poker Open
- Casino: Borgata Hotel Casino, Atlantic City, New Jersey
- Buy-in: $3,300 + $200
- Data: 18 - 22 settembre 2011
- Iscritti: 1,313
- Montepremi totale: $4,220,161
- Giocatori partecipanti: 100

| Piazzamento | Nome          | Premio   |
| ----------- | ------------- | -------- |
| 1°          | Bobby Oboodi  | $922,441 |
| 2°          | Jin Hwang     | $554,303 |
| 3°          | Daniel Buzgon | $335,433 |
| 4°          | Fred Goldberg | $280,925 |
| 5°          | Darren Elias  | $230,610 |
| 6°          | Ricky Hale    | $186,585 |

### WPT Malta
- Casino: Casino di Portomaso, Portomaso
- Buy-in: €3,000 + €300
- Data: 20 - 24 settembre 2011
- Iscritti: 240
- Montepremi totale: €698,400
- Giocatori premiati: 27

| Piazzamento | Nome                  | Premio   |
| ----------- | --------------------- | -------- |
| 1°          | Matt Giannetti        | €200,000 |
| 2°          | Cecilia Pescaglini    | €116,700 |
| 3°          | Filippo Bianchini     | €76,820  |
| 4°          | Simon Trumper         | €53,430  |
| 5°          | Tristan Clemencon     | €39,810  |
| 6°          | Fabien Sartoris       | €30,730  |
| 7°          | Christofer Williamson | €23,050  |
| 8°          | Mats Karlson          | €16,760  |

### World Poker Finals
- Casino: Foxwoods Resort Casino, Mashantucket, Connecticut
- Buy-in: $9,700 + $300
- Data: 27 ottobre - 1º novembre 2011
- Iscritti: 189
- Montepremi totale: $1,778,550
- Giocatori premiati: 27

| Piazzamento | Nome               | Premio   |
| ----------- | ------------------ | -------- |
| 1°          | Daniel Santoro     | $449,910 |
| 2°          | Christian Harder   | $248,962 |
| 3°          | Bob Carbone        | $166,271 |
| 4°          | Steven Brackesy    | $129,816 |
| 5°          | Andy Frankenberger | $99,585  |
| 6°          | Eli Berg           | $83,580  |

### WPT Amneville
- Casino: Seven Casino, Amnéville, Francia
- Buy-in: €3,200 + €300
- Data: 1 - 6 novembre 2011
- Iscritti: 379
- Montepremi totale: €1,167,866
- Giocatori premiati: 36

| Piazzamento | Nome               | Premio   |
| ----------- | ------------------ | -------- |
| 1°          | Adrien Allain      | €336,133 |
| 2°          | Jordane Ouin       | €180,365 |
| 3°          | Thibaud Guenegou   | €113,580 |
| 4°          | Scott Baumstein    | €80,640  |
| 5°          | Michel Konieczny   | €60,196  |
| 6°          | Arnaud Trouer      | €47,700  |
| 7°          | Anders Rasmussen   | €35,780  |
| 8°          | Guillaume Marechal | €26,690  |

### WPT Jacksonville
- Casino: BestBet Poker Room, Orange Park, Florida
- Buy-in: $3,500
- Data: 18 - 22 novembre 2011
- Iscritti: 393
- Montepremi totale: $1,277,250
- Giocatori premiati: 40

| Piazzamento | Nome            | Premio   |
| ----------- | --------------- | -------- |
| 1°          | Anthony Ruberto | $325,928 |
| 2°          | Sam Soverel     | $187,762 |
| 3°          | Lisa Hamilton   | $112,657 |
| 4°          | Vitor Coelho    | $75,105  |
| 5°          | Artie Rodriguez | $55,077  |
| 6°          | Darryll Fish    | $46,315  |

### WPT Marrakech
- Casino: Casino De Marrakech, Marrakech, Marocco
- Buy-in: €2,700 + €300
- Data: 24 - 27 novembre 2011
- Iscritti: 274
- Montepremi totale: €727,434
- Giocatori premiati: 33

| Piazzamento | Nome                 | Premio   |
| ----------- | -------------------- | -------- |
| 1°          | Mohamed Ali Houssam  | €159,150 |
| 2°          | Toufik Ourini        | €109,637 |
| 3°          | Maksims Martinous    | €70,735  |
| 4°          | Arnaud Mattern       | €45,982  |
| 5°          | Hassan Faras         | €33,602  |
| 6°          | Rodney Assous        | €27,230  |
| 7°          | Jonathan Duhamel     | €22,283  |
| 8°          | Bertrand Grospellier | €20,230  |

### WPT Prague
- Casino: Corinthia Casino, Praga, Repubblica Ceca
- Buy-in: €3,200 + €300
- Data: 1 - 5 dicembre 2011
- Iscritti: 571
- Montepremi totale: €1,753,200
- giocatori premiati: 63

| Piazzamento | Nome             | Premio   |
| ----------- | ---------------- | -------- |
| 1°          | Andrey Pateychuk | €450,000 |
| 2°          | Adria Balaguer   | €238,000 |
| 3°          | Stanislaw Kretz  | €158,000 |
| 4°          | Benjamin Pollak  | €104,000 |
| 5°          | Sigur Eskeland   | €80,000  |
| 6°          | Russell Carson   | €63,000  |

### Five Diamond World Poker Classic
- Casino: Bellagio, Las Vegas, Nevada
- Buy-in: $10,000 + $300
- Data: 6 - 11 dicembre 2011
- Iscritti: 413
- Montepremi: $4,006,100
- Giocatori premiati: 100

| Piazzamento | Nome                 | Premio   |
| ----------- | -------------------- | -------- |
| 1°          | James Dempsey        | $821,612 |
| 2°          | Soi Nguyen           | $517,478 |
| 3°          | Vanessa Selbst       | $338,351 |
| 4°          | Andrew Lichtenberger | $218,933 |
| 5°          | Vitor Coelho         | $159,224 |
| 6°          | Antonio Esfandiari   | $119,418 |

### WPT Venice
- Casino: Casinò di Venezia, Venezia, Italia
- Buy-in: €3,000 + €300
- Data: 13 - 18 dicembre 2011
- Iscritti: 213
- Montepremi totale: €600,830
- Giocatori premiati: 27

| Piazzamento | Nome                | Premio   |
| ----------- | ------------------- | -------- |
| 1°          | Edoardo Alescio     | €194,000 |
| 2°          | Steve O'Dwyer       | €95,930  |
| 3°          | Michele Caroli      | €66,090  |
| 4°          | Andrea Dato         | €43,170  |
| 5°          | Andrea Benelli      | €34,245  |
| 6°          | Alexander Dovzhenko | €27,035  |

### WPT Ireland
- Casino: Citywest Hotel, Dublino, Irlanda
- Buy-in: €2,500
- Data: 5 - 8 gennaio 2012
- Iscritti: 338
- Montepremi totale: €760,500
- Giocatori premiati: 36

| Piazzamento | Nome            | Premio   |
| ----------- | --------------- | -------- |
| 1°          | David Shallow   | €222,280 |
| 2°          | Charles Chattha | €111,129 |
| 3°          | Ronan Gilligan  | €74,090  |
| 4°          | Patrick Vestin  | €52,600  |
| 5°          | Steve Watts     | €39,270  |
| 6°          | Steven Moreau   | €31,120  |

### WPT Venice Grand Prix
- Casino: Casinò di Venezia, Venezia, Italia
- Buy-in: €4,950 + €495
- Data: 6 - 10 febbraio 2012
- Iscritti: 155
- Montepremi totale: €678,880
- Giocatori premiati: 18

| Piazzamento | Nome                  | Premio   |
| ----------- | --------------------- | -------- |
| 1°          | Rinat Bogdanov        | €229,800 |
| 2°          | Alessandro Longobardi | €111,700 |
| 3°          | Andrea Dato           | €72,275  |
| 4°          | Simon Ravnsbaek       | €52,565  |
| 5°          | Gianluca Trebbi       | €42,705  |
| 6°          | Andrea Carini         | €32,195  |

### WPT Seminole Hard Rock Lucky Hearts Showdown
- Casino: Seminole Hard Rock Hotel and Casino, Hollywood, Florida
- Buy-in: $3,500
- Data: 10 - 14 febbraio 2012
- Iscritti: 295
- Montepremi totale: $958,750
- Giocatori premiati: 27

| Piazzamento | Nome            | Premio   |
| ----------- | --------------- | -------- |
| 1°          | Matt Juttelstad | $268,444 |
| 2°          | Gigi Gagne      | $158,194 |
| 3°          | Uri Kadosh      | $105,463 |
| 4°          | Sharon Levin    | $73,344  |
| 5°          | Todd Jacobson   | $54,649  |
| 6°          | Keith Ferrera   | $42,185  |

### WPT L.A. Poker Classic
- Casino: Commerce Casino, Los Angeles, California
- Buy-in: $9,600 + $400
- Data: 24 - 29 febbraio 2012
- Iscritti: 549
- Montepremi totale: $5,270,400
- Giocatori premiati: 54

| Piazzamento | Nome             | Premio     |
| ----------- | ---------------- | ---------- |
| 1°          | Sean Jazayeri    | $1,370,240 |
| 2°          | David Sands      | $806,370   |
| 3°          | Dan Kelly        | $521,770   |
| 4°          | Noah Schwartz    | $355,750   |
| 5°          | Jason Burt       | $252,980   |
| 6°          | Jason Somerville | $202,910   |

### WPT Bay 101 Shooting Star
- Casino: Bay 101 Casino, San Jose, California
- Buy-in: $9,500 + $500
- Data: 5 - 9 marzo 2012
- Iscritti: 364
- Montepremi totale: $3,458,000
- Giocatori premiati: 36

| Piazzamento | Nome            | Premio   |
| ----------- | --------------- | -------- |
| 1°          | Moon Kim        | $960,900 |
| 2°          | Ubaid Habib     | $570,200 |
| 3°          | Joe Serock      | $320,400 |
| 4°          | Erik Cajelais   | $256,300 |
| 5°          | Andrew Badecker | $192,300 |
| 6°          | Joseph Elpayaa  | $128,200 |

### WPT Vienna
- Casino: Montesino Casino, Vienna, Austria
- Buy-in: €3,200 + €300
- Data: 10 - 15 aprile 2012
- Iscritti: 396
- Montepremi totale: €1,267,200
- Giocatori premiati: 45

| Piazzamento | Nome               | Premio   |
| ----------- | ------------------ | -------- |
| 1°          | Morten Christensen | €313,390 |
| 2°          | Konstantin Tolokno | €191,740 |
| 3°          | Ben Wilinofsky     | €122,910 |
| 4°          | Ognjen Sekularac   | €62,680  |
| 5°          | Goswin Siemsen     | €62,680  |
| 6°          | Norbert Szecsi     | €49,100  |

### WPT Seminole Hard Rock Showdown
- Casino: Seminole Hard Rock Hotel and Casino, Hollywood, Florida
- Buy-in: $9,600 + $400
- Data: 18 - 23 aprile 2012
- Iscritti: 290
- Montepremi totale: $2,784,000
- Giocatori premiati: 27

| Piazzamento | Nome           | Premio   |
| ----------- | -------------- | -------- |
| 1°          | Tommy Vedes    | $779,520 |
| 2°          | John Dolan     | $459,360 |
| 3°          | Joe Serock     | $306,240 |
| 4°          | Craig Bergeron | $212,976 |
| 5°          | Sharon Levin   | $158,688 |
| 6°          | Kyle Bowker    | $122,496 |

### WPT Jacksonville BestBet Open
- Casino: BestBet Poker Room, Jacksonville, Florida
- Buy-in: $4,700 + $300
- Data: 27 aprile - 2 maggio 2012
- Iscritti: 320
- Montepremi totale: $1,504,000
- Giocatori premiati: 36

| Piazzamento | Nome            | Premio   |
| ----------- | --------------- | -------- |
| 1°          | Shawn Cunix     | $400,600 |
| 2°          | James Calderaro | $236,560 |
| 3°          | Darren Elias    | $147,850 |
| 4°          | Daniel Buzgon   | $94,624  |
| 5°          | Tony Dunst      | $66,532  |
| 6°          | Will Failla     | $54,704  |

### WPT World Championship
- Casino: Bellagio, Las Vegas, Nevada
- Buy-in: $25,000 + $500
- Data: 19 – 26 maggio 2012
- Iscritti: 152
- Montepremi totale: $3,660,500
- Giocatori premiati: 18

| Piazzamento | Nome                     | Premio     |
| ----------- | ------------------------ | ---------- |
| 1°          | Marvin Guido Rettenmaier | $1,196,858 |
| 2°          | Philippe Ktorza          | $805,310   |
| 3°          | Michael Mizrachi         | $424,618   |
| 4°          | Nick Schulman            | $256,235   |
| 5°          | Steve O'Dwyer            | $192,176   |
| 6°          | Trevor Pope              | $155,571   |